# Gutiero Gomez
Gautier Gomez de Luna, dit le cardinal d'Espagne (né en Aragon, Espagne, et mort à Avignon (ou en Espagne) le 13 janvier 1391) est un pseudocardinal espagnol du XIVe siècle créé par l'antipape d'Avignon Clément VII. Il est un parent du cardinal Pedro Martínez de Luna y Pérez de Gotor (1375), le futur antipape Benoît XIII.

## Biographie
Gomez est chantre à Saint-Jacques-de-Compostelle. En 1357 il est nommé évêque de Palencia. Gomez décline la promotion de cardinal par le pape Urbain VI, sur avis de Jean Ier de Castille, et joint l'obédience d'Avignon en 1378. 
L'antipape Clément VII le crée cardinal lors du consistoire du 19 mars 1381.